# Le Jour du Minotaure
Le Jour du Minotaure (titre original : Day of the Minotaur) est un roman de Thomas Burnett Swann publié en 1966. Cet ouvrage fut nommé pour le prix Hugo du meilleur roman 1967. Le Jour du Minotaure fait partie de la trilogie du Minotaure, dont il forme le troisième volet dans la chronologie fictive, bien qu'il ait été écrit avant les deux autres (qui en forment des préquelles).